# L'Homme en blanc
L'Homme en blanc est une chanson interprétée par Pierre Bachelet. Elle figure sur l'album Quelque part… c'est toujours ailleurs, paru en 1989. Les paroles sont de Jean-Pierre Lang et la musique de Pierre Bachelet.
Premier single extrait de l'album, L'Homme en blanc est une chanson hommage au pape Jean-Paul II, considéré comme celui qui apporte la paix.
Des enregistrements de cette chanson en concert existent sur les albums La Scène et 30 ans (uniquement un extrait dans un medley).

## Classement
| Classement (1990) | Position |
| ----------------- | -------- |
| France (SNEP)     | 7        |